# Liste der Biografien/Kua
Liste der Biografien |
Portal Biografien |
Personensuche
# |
A |
B |
C |
D |
E |
F |
G |
H |
I |
J |
K |
L |
M |
N |
O |
P |
Q |
R |
S |
T |
U |
V |
W |
X |
Y |
Z |
?
 
Ka |
Kb |
Kc |
Kd |
Ke |
Kf |
Kg |
Kh |
Ki |
Kj |
Kl |
Km |
Kn |
Ko |
Kp |
Kr |
Ks |
Kt |
Ku |
Kv |
Kw |
Ky |
Kx |
Kz
 
Kua |
Kub |
Kuc |
Kud |
Kue |
Kuf |
Kug |
Kuh |
Kui |
Kuj |
Kuk |
Kul |
Kum |
Kun |
Kuo |
Kup |
Kuq |
Kur |
Kus |
Kut |
Kuu |
Kuv |
Kuw |
Kux |
Kuy |
Kuz
Die Liste der Biografien führt alle Personen auf, die in der deutschsprachigen Wikipedia einen Artikel haben. Dieses ist eine Teilliste mit 10 Einträgen von Personen, deren Namen mit den Buchstaben „Kua“ beginnt.

## Kua
- Kua, Mary (* 2001), papua-neuguineischer Leichtathletin

### Kuai
- Kuai, Dafu (* 1945), chinesischer Studentenführer in der Kulturrevolution Chinas, Anführer der Roten Garden
- Kuai, Man (* 2004), chinesische Tischtennisspielerin

### Kuan
- Kuan, Beng Hong (* 1983), malaysischer Badmintonspieler
- Kuan, Mei-lien (* 1980), taiwanische Stabhochspringerin
- Kuan, Yu-chien (1931–2018), chinesischer Schriftsteller
- Kuang, zwanzigster König der chinesischen Zhou-Dynastie und der achte der östlichen Zhou
- Kuang, Rebecca F. (* 1996), amerikanische SchriftstellerinRebecca F. Kuang (* 1996)

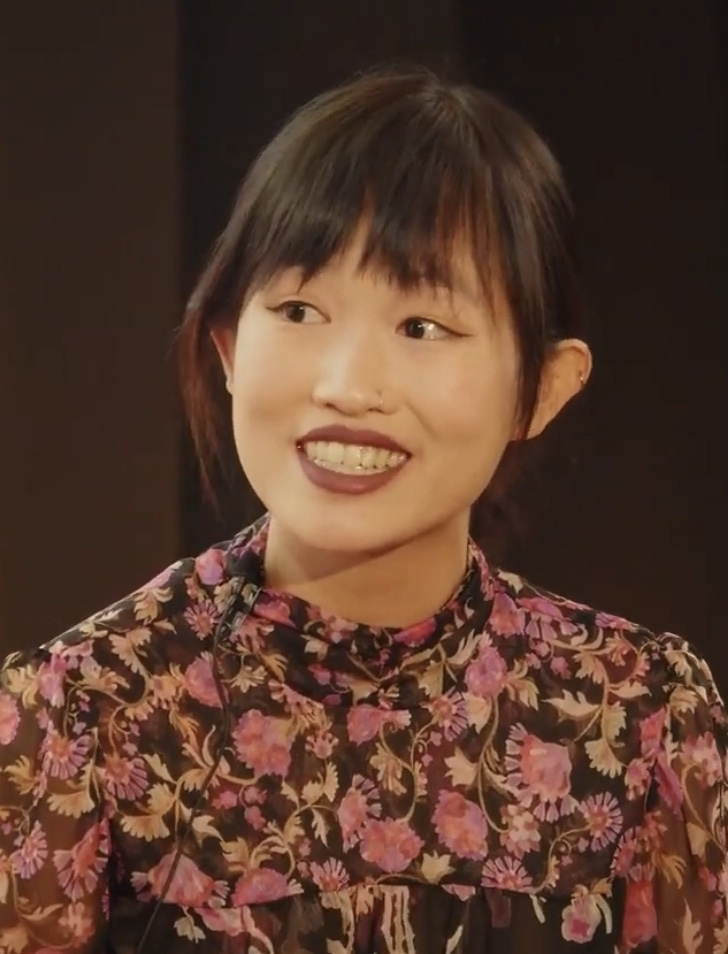
Rebecca F. Kuang (* 1996)

### Kuas
- Küas, Herbert (1900–1983), deutscher Kunsthistoriker und Archäologe

### Kuat
- Kuaté, Wato (* 1995), kamerunisch-portugiesischer Fußballspieler